# Jaycee John Okwunwanne
Jaycee John Akwani Okwunwanne est un footballeur international bahreïnien d'origine nigériane, né le 8 octobre 1985 à Lagos. Il évolue au poste d'attaquant.

## Palmarès
- Champion de Bahreïn en 2007 et 2008.
- Vainqueur de la Coupe de Bahreïn en 2008.